# James Roosevelt I

James Roosevelt I (rechts) mit seinem Sohn Franklin D. Roosevelt und einer Verwandten beim Segeln vor Campobello Island (1899)

James Roosevelt I (* 16. Juli 1828 in Hyde Park, New York; † 8. Dezember 1900 in New York City) war ein US-amerikanischer Unternehmer.
Er war Vizepräsident der Delaware and Hudson Railway und Präsident der Southern Railway Security Company.
Sein Sohn war der spätere US-Präsident Franklin D. Roosevelt.